# 穴石神社 (伊賀市)

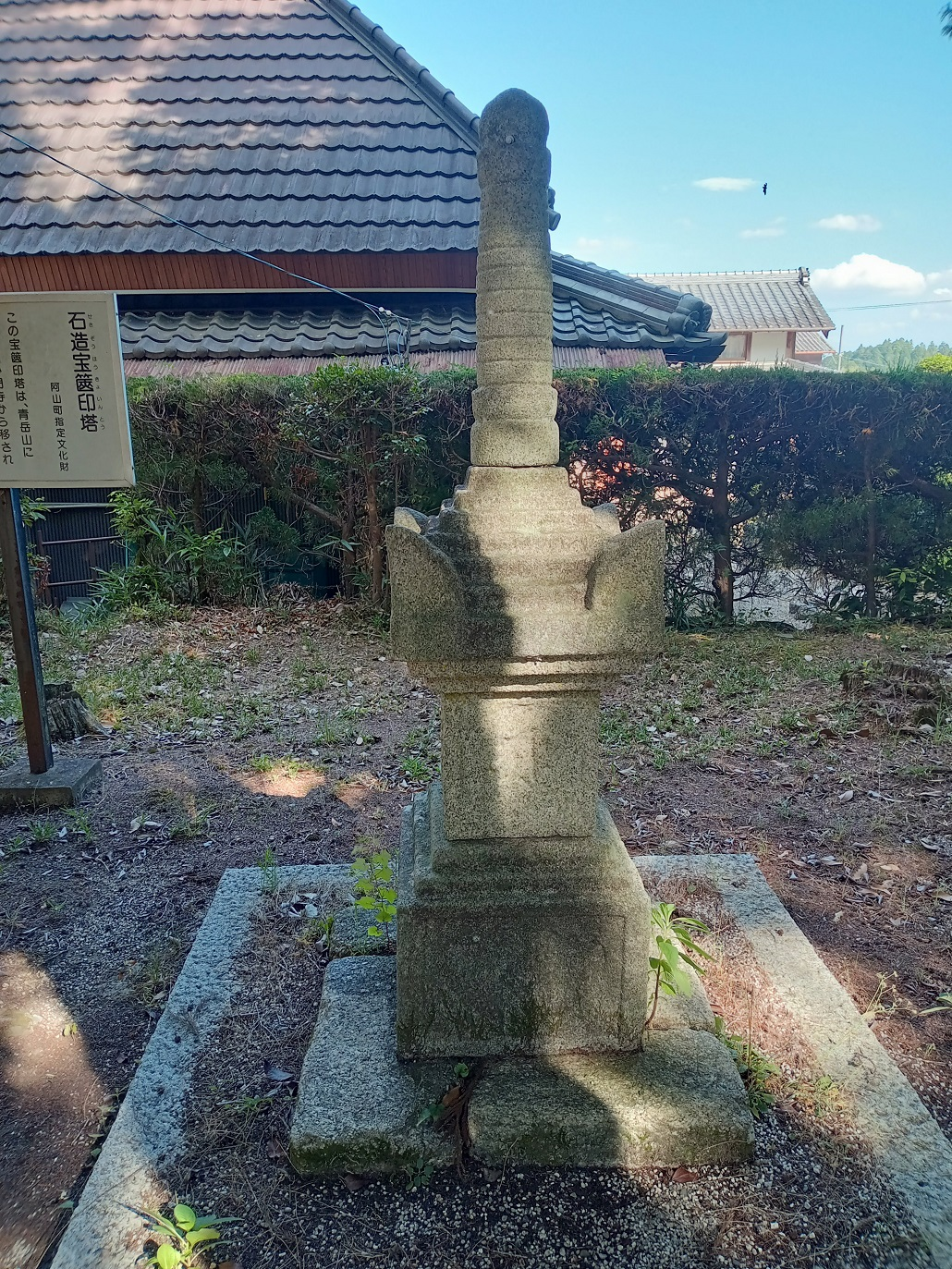
穴石神社石造宝篋印塔

穴石神社（あないしじんじゃ）は、三重県伊賀市石川にある延喜式内社（小社）。

## 解説
穴石神社は貞観元年（859年）に地方神でありながら無位から従五位下に昇格され官社に列した。この貞観元年は記紀における神話的系譜を朝廷に初めて適用した年であり、全国267社が昇格した。「穴石」は「穴師（アナシ）」と同義で音写で穴師坐兵主神社に関係があるという。穴石神社の祭神は様々な説が提唱されているが、社記によればコノハナノサクヤビメとアメノコヤネノミコトとされる。別の説にアナシの神を風神として「アナシ」の語意は「乾の風」を表すものという解釈もある。

## 宝物
一対の木造阿吽狛犬（高さ54センチメートル）が現存し、
の墨書銘がある。これは河合郷の住人河合重種と乾孫七郎及び氏子80余名が合同で奉納した江戸初期の秀作である。
石造宝篋印塔とともに、伊賀市指定文化財（彫刻）となっている。